# Thunar
Thunar je unixový správce souborů, využívaný grafickým prostředím Xfce. Thunar byl od počátku vyvíjen ve snaze dosáhnout maximální rychlosti a jednoduchosti, proto dosahuje nízkých časových prodlev při zobrazování obsahu adresářů. Vzhled thunaru je přehledný a strohý, není zatížen přebytečnými panely a grafickými prvky.
Thunar je pojmenován po bohu Thorovi ze severské mytologie, logem Thunaru je kladivo.

## Vývoj
Thunar je vyvíjen Benedikt Meurerem v jazyce Python s využitím knihovny GTK2.